# Atletismo nos Jogos Pan-Americanos de 1951 - 80 m com barreiras feminino
Os 80 m com barreiras foram um dos eventos do atletismo nos Jogos Pan-Americanos de 1951, em Buenos Aires. A prova foi disputada no Estádio Monumental de Núñez entre os dias 27 de fevereiro e 3 de março.

## Medalhistas
| Ouro   | CHI Eliana Gaete   |
| Prata  | CHI Marion Huber   |
| Bronze | USA Nancy Phillips |

## Resultados

### Eliminatórias

#### Bateria 1
| Pos. | Nome             | Nacionalidade      | Tempo | Notas |
| ---- | ---------------- | ------------------ | ----- | ----- |
| 1    | Eliana Gaete     | CHI Chile          | 11.6  | Q     |
| 2    | Wanda dos Santos | BRA Brasil         | 12.3  | Q     |
| 3    | Janet Moreau     | USA Estados Unidos | 12.7  |       |
| 4    | Elba Damiani     | ARG Argentina      | 12.7  |       |

#### Bateria 2
| Pos. | Nome            | Nacionalidade      | Tempo | Notas |
| ---- | --------------- | ------------------ | ----- | ----- |
| 1    | Nancy Phillips  | USA Estados Unidos | 12.0  | Q     |
| 2    | Elisa Kaczmarek | ARG Argentina      | 12.2  | Q     |
| 3    | Aida Cedeno     | ECU Equador        | 12.4  |       |

#### Bateria 3
| Pos. | Nome                  | Nacionalidade      | Tempo | Notas |
| ---- | --------------------- | ------------------ | ----- | ----- |
| 1    | Marion Huber          | CHI Chile          | 12.0  | Q     |
| 2    | Evelyn Lawler         | USA Estados Unidos | 12.2  | Q     |
| 3    | Luisa Pfarr           | ARG Argentina      | 12.6  |       |
| 4    | Elia Galván Hernández | MEX México         | 13.7  |       |

### Final
| Pos.              | Atleta           | País               | Tempo |
| ----------------- | ---------------- | ------------------ | ----- |
| Medalha de ouro   | Eliana Gaete     | CHI Chile          | 11.9  |
| Medalha de prata  | Marion Huber     | CHI Chile          | 12.0  |
| Medalha de bronze | Nancy Phillips   | USA Estados Unidos | 12.1  |
| 4                 | Wanda dos Santos | BRA Brasil         | 12.2  |
| 5                 | Elisa Kaczmarek  | ARG Argentina      | 12.4  |
| 6                 | Evelyn Lawler    | USA Estados Unidos | NM    |